# Малик, Сакши
Сакши Малик (англ. Sakshi Malik, хинди साक्षी मलिक; род. 3 сентября 1992 года) — индийская женщина-борец, бронзовый призёр Олимпийских игр. Серебряная и бронзовая медалистка Игр Содружества и Чемпионата Азии. Награждена высшей спортивной наградой Индии — Раджив Ганди Кхел Ратна и четвёртой по старшинству гражданской наградой страны — Падма Шри.

## Биография
Сакши родилась 3 сентября 1992 года в деревне Мокхра, округ Рохтак, штат Харьяна
(по другим источникам в городе Рохтак).
Её отец, Сухбир, — автобусный кондуктор Транспортной корпорации Дели, а мать, Судеш, — супервайзер местного центра детского здравоохранения (анганвади).
У Сакши есть старший брат Сачин, который владеет небольшим рестораном в Рохтаке.
Первые четыре года своей жизни она провела в деревне Мокхра у деда по отцу Чаудхари Бадлу Рама, который также был борцом.
В 12 лет Сакши начала заниматься борьбой на стадионе Chhotu Ram в Рохтаке под руководством тренера Ишвара Сингха Дахии, несмотря на то, что спорт, а тем более борьба, в Харьяне считался не женским делом.
Позднее она получила степень магистра физического воспитания в Университете Махарши Даянанд в Рохтаке.
В 2010 году Сакши выиграла бронзовую медаль на Чемпионате мира среди юниоров, в 2014 — победила в турнире имени Дейва Шульца.
Она также участвовала в Чемпионатах мира 2012 и 2014, но не прошла даже в полуфинал, проиграв украинке Алле Черкасовой
и финке Петре Олли соответственно.
Также в 2014 году она приняла участие в играх Содружества в Глазго, где заняла второе место, уступив нигерийке Аминат Аденийи в финале со счётом 0:10.
В следующем году она заработала бронзу на Чемпионате Азии в Дохе
и золото на Национальном чемпионате.
На квалификационные соревнования Олимпийских игр в Стамбуле Сакши отправилась вместо Гиты Пхогат, ранее представлявшей Индию в категории до 58 кг.
На них она дошла до финала, где проиграла россиянке Валерии Кобловой.
Ей же со счётом 2:9 она уступила в четвертьфинале Олимпийских игр в Рио-де-Жайнеро, но получив шанс побороться за третье место, смогла победить киргизку Айсулуу Тыныбекову.
Её бронзовая медаль стала первой медалью Индии на Олимпиаде 2016 года. Правительство штата Харьяна объявило, что за успешное выступление на Олимпиаде Сакши получит 25 млн рупий.
В октябре 2016 года Сакши обручилась с серебряным призёром Игр Содружества, борцом Сатьявартом Кадианом из Рохтака, и вышла за него замуж в начале апреля 2017.
В мае того же года она выиграла серебряную медаль на чемпионате Азии, уступив в финальной схватке олимпийской чемпионке Рисако Каваи.
Однако на чемпионате мира проиграла в первом же поединке немке Луизе Нимиш.
Малик заняла третье место на чемпионате Азии 2018 года.
На Играх Содружества в Голд-Кост она была главной претенденткой на золотую медалью в женской секции от Индии, но два поражения схватках с нигерийкой Аденийи и канадкой Мишель Фадзари лишили её возможности пройти в финал. Однако победа над новозеландкой Тайлой Форд в последнем поединке принесла ей бронзу.
В августе того же года спортсменка приняла участие в Азиатских играх в Джакарте, но проиграла сначала в полуфинале киргизстанке Айсулуу Тыныбековой, а затем в матче за бронзу — кореянке Лим Джонсим. На чемпионате мира она также уступила японке Юкако Каваи в четверть финале и венгерке Марианне Шаштин во втором утешительном раунде.
В 2019 году Малик выиграла бронзу на чемпионате Азии в Сиане, снова уступив японке Юкако, а затем победив кореянку Джиэ Чхве в матче за третье место. На чемпионате мира в Нур-Султане не смогла одолеть свою давнюю соперницу из Нигерии Аденийи и вышла из борьбы после первого же боя.